# Кокуй 1-й
Коку́й 1-й (рос. Кокуй 1-й) — село у складі Александрово-Заводського району Забайкальського краю, Росія. Адміністративний центр Першококуйського сільського поселення.

## Населення
Населення — 243 особи (2010; 272 у 2002).
Національний склад (станом на 2002 рік):
- росіяни — 99 %